# Zoids

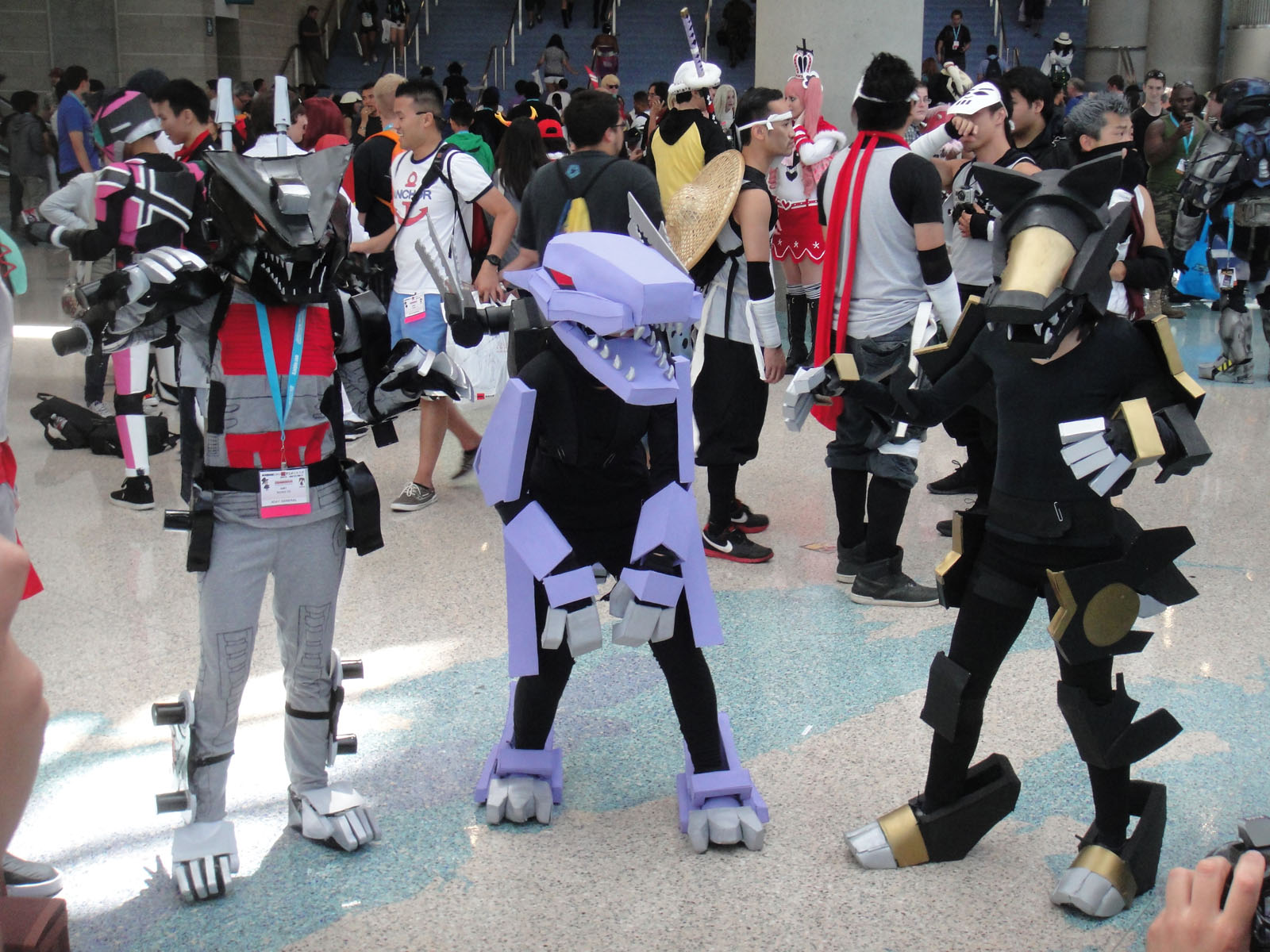
Cosplay de Zoids

Zoids (ゾイド Zoido) est une franchise de science-fiction de Tomy mettant en scène les mechas du même nom.

## Jouets
Zoids est avant tout une ligne de jouets ayant connu de nombreuses gammes au fil des années.

## Animes
Il existe six animes basés sur Zoids en date de 2025 :
- Zoids: Chaotic Century ;
- Zoids: New Century ;
- Zoids Fuzors ;
- Zoids: Genesis ;
- Zoids Wild.

## Jeux vidéo
- 1985 : Zoids (ZX81, ZX Spectrum, Commodore 64, Amstrad CPC)
- 1987 : Zoids: Chūō Tairiku no Tatakai (NES, MSX)
- 1989 : Zoids 2: Zenebasu no Gyakushū (NES)
- 1990 : Zoids Densetsu (Game Boy)
- 1990 : Zoids: Mokushiroku (NES)
- 2000 : Zoids: Jashin Fukkatsu! Genobreaker Hen (Game Boy Color)
- 2000 : Zoids: Teikoku vs Kyōwakoku - Mecha Seita no Idenshi (PlayStation)
- 2000 : Zoids: Shirogane no Jūkishin Liger Zero (Game Boy Color)
- 2001 : Zoids Battle Card Game: Seihō Tairiku Senki (PlayStation)
- 2001 : Zoids Saga (Game Boy Advance)
- 2002 : Zoids 2: Herikku Kyōwakoku VS Gairosu Teikoku (PlayStation)
- 2002 : Zoids Vs. (GameCube)
- 2003 : Zoids: Legacy ou Zoids Vs. II (Game Boy Advance)
- 2003 : Cyber Drive Zoids: Hatakedamono no Senshi Hugh (Game Boy Advance)
- 2003 : Zoids: Battle Legends (GameCube)
- 2004 : Zoids Vs. III (GameCube)
- 2004 : Zoids Struggle (PlayStation 2)
- 2004 : Zoids Saga: Fuzors (Game Boy Advance)
- 2004 : Zoids Infinity (arcade)
- 2005 : Zoids Infinity Fuzors (PlayStation 2)
- 2005 : Zoids Tactics (PlayStation 2)
- 2005 : Zoids: Full Metal Crash (GameCube)
- 2005 : Zoids Card Colosseum (arcade)
- 2005 :  Zoids Saga DS: Legend of Arcadia (Nintendo DS)
- 2005 : Zoids Infinity EX (arcade)
- 2006 : Zoids Infinity EX Neo (Xbox 360)
- 2006 : Zoids Dash (Nintendo DS)
- 2006 : Zoids Infinity EX Plus (arcade)
- 2006 : Zoids: Battle Colosseum (Nintendo DS)
- 2006 : Zoids Online Wars (Windows)
- 2007 : Zoids Assault (Xbox 360)

## Comics
- Années 1980 : Spider-Man and Zoids, comics publié par Marvel UK.